# Juan Tapia Ruano
Juan Tapia Ruano (La Habana, 20 de mayo de 1914 - Madrid, España, 1980) fue un pintor de Cuba. Fue miembro del grupo Los Once.

## Exposiciones personales y colectivas
- Tapia Ruano: óleos, gouaches, Lyceum, La Habana, Cuba (1953)
- Juan Tapia Ruano, Museo Cubano de Arte y Cultura, Miami, Estados Unidos (1984)
- VI Bienal de Sâo Paulo, Museu de Arte Moderna, Parque Ibirapuera, São Paulo, Brasil (1961)
- Primera Bienal Americana de Grabado, Museo de Arte Contemporáneo, Universidad de Chile, Santiago de Chile, Chile. (1963)

## Premios
Se le otorgó una mención en el Segundo Concurso Latinoamericano de Grabado, en la Casa de las Américas en La Habana, en 1963. 

## Obras en colección
Sus principales colecciones se encuentran en:
- La Casa de las Américas, La Habana, Cuba.
- Museo Nacional de Bellas Artes, La Habana, Cuba.